# Mšice zelná
Mšice zelná (Brevicoryne brassicae) je mšice poškozující listy rostlin sáním. Mšice zelná je řazena do čeledě mšicovití (Aphididae) , řádu polokřídlí (Hemiptera). Jedná se o extrémně rychle se množící hmyz, který představuje významného škůdce některých rostlin.

## EPPO kód

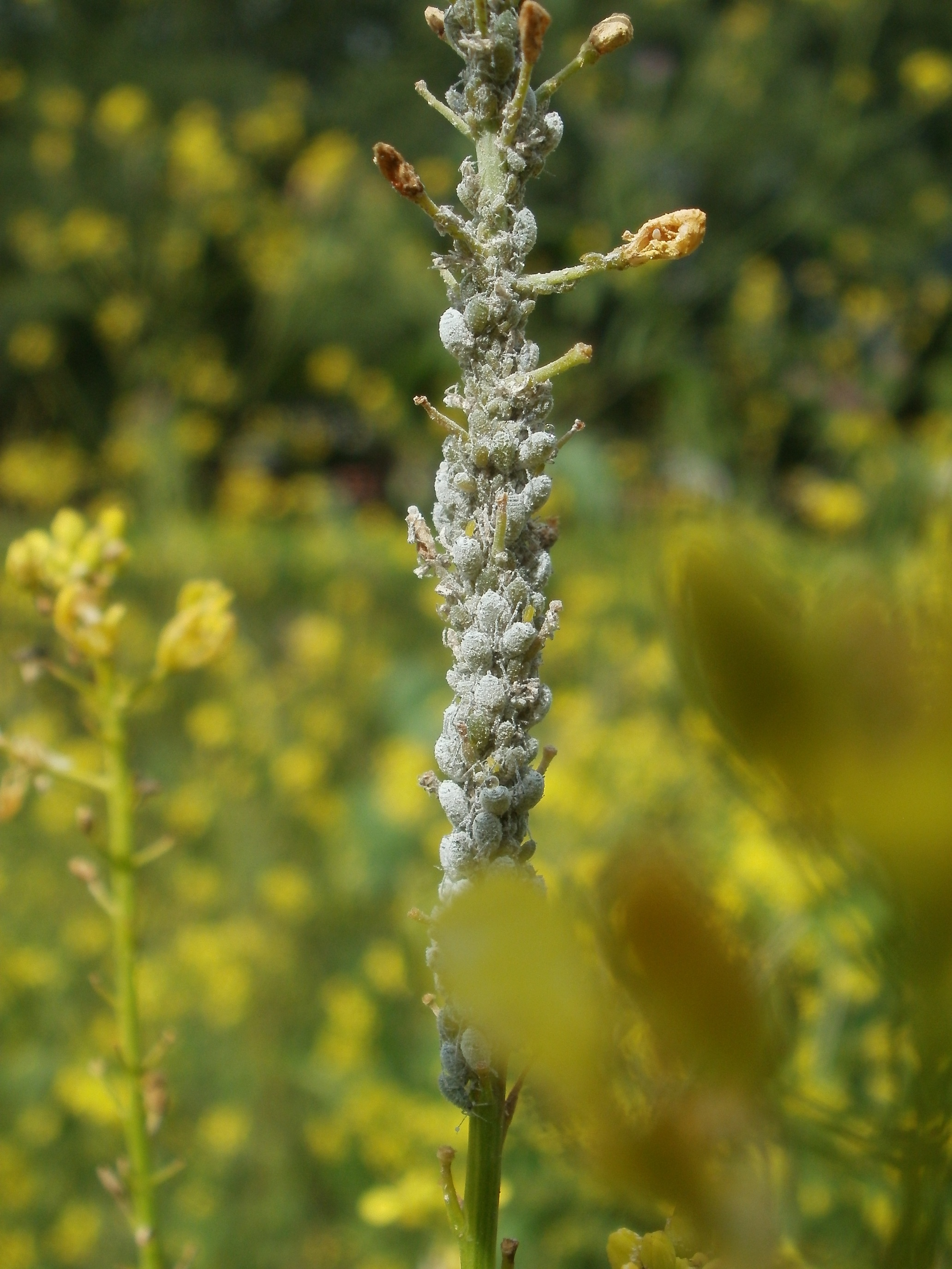

BRVCBR

## Synonyma patogena
Podle EPPO je pro patogena s označením Brevicoryne brassicae používáno více rozdílných názvů, například Aphis raphani nebo Aphis brassicae.

## Popis
Dospělci jsou tmavě nebo černozelení 2 - 2,5 mm dlouzí. Na těle je bělavý povlak nebo poprašek.

## Hostitel
Brukvovité.

## Příznaky
Deformace a žloutnutí listů. Mšice na listech.

## Význam
Snižování listové plochy a kvality plodů. Netvoří se hlávky nebo se tvoří deformované.

## Biologie
Mšice má několik generací během roku. Přezimují černá vajíčka na posklizňových zbytcích.

## Ekologie
Lesy, parky, zahrady. Predátoři: slunéčka, střevlíci, dravé ploštice, zlatoočky, larvy pestřenek a bejlomor rodu Aphidoletes, pavouci a další. Během sání mohou mšice přenášet virové infekce.